# Incidente do Golfo de Tonquim

Ilustração mostra o incidente naval no Golfo de Tonquim

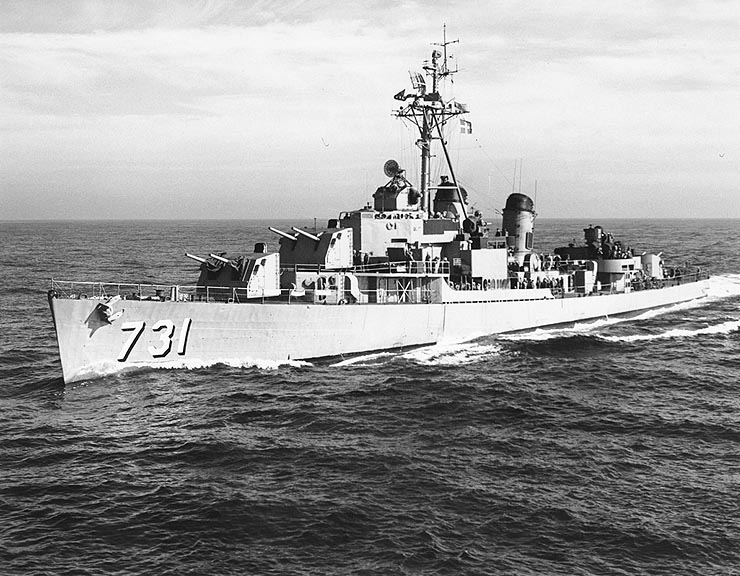
O contratorpedeiro americano USS Maddox

Incidente do Golfo de Tonquim foi uma operação bandeira falsa envolvendo as forças navais dos Estados Unidos nas águas do Golfo de Tonquim, costa vietnamita, em agosto de 1964. Este incidente induziu e ajudou o congresso a votar a declaração de guerra formal para iniciar ações militares contra os norte-vietnamitas e marca o começo do envolvimento dos Estados Unidos na Guerra do Vietname.

## O incidente
Em 2 de agosto de 1964, o contratorpedeiro USS Maddox, em missão de vigilância e espionagem electrónica secreta da costa do Vietname do Norte, entrou nas águas do golfo e foi atacado por três lanchas torpedeiras da marinha norte-vietnamita, respondendo ao fogo com a ajuda de aviões norte-americanos da força tarefa a que ele pertencia, resultando em danos em duas lanchas inimigas. Dois dias depois, tendo a seu lado o contratorpedeiro USS Turner Joy, o Maddox novamente reportou a presença de torpedeiras inimigas em sua direção, fato nunca confirmado, e os norte-americanos alegaram que nova escaramuça teve efeito nas águas do golfo entre os dois destróieres, aviões americanos e as pretensas embarcações atacantes inimigas, apenas localizadas como pontos no radar das belonaves.

## Consequências

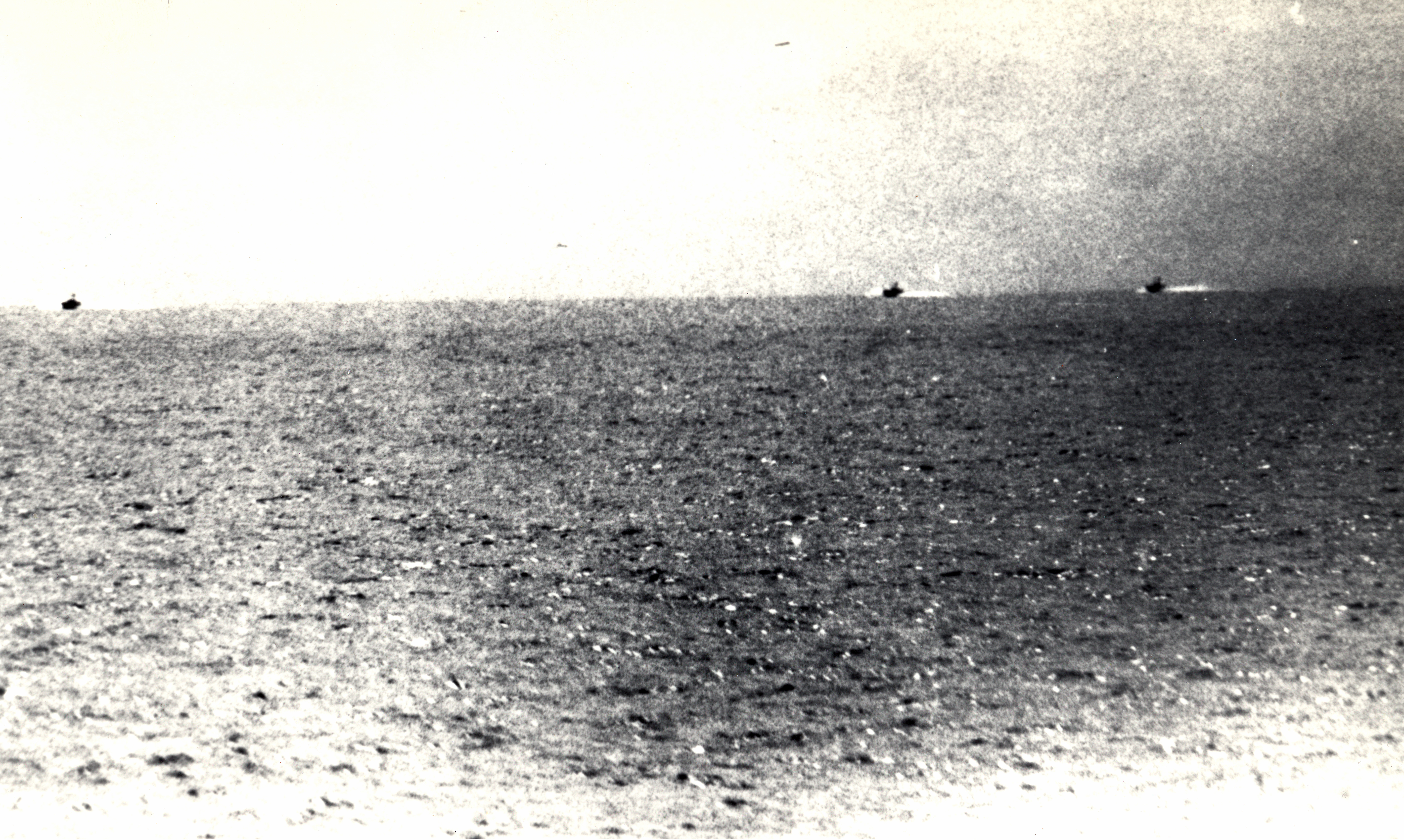
Foto tirada do USS Maddox mostra torpedeiras norte-vietnamitas em volta do navio no Golfo de Tonquim

O incidente, que teve repercussão mundial, dado o fato de que os Estados Unidos, apesar do apoio político, financeiro e de treinamento militar que dava ao Vietname do Sul, então em guerra com o norte comunista, ainda não se encontrava em hostilidades abertas diretas com os comunistas do norte, acabou sendo o pretexto para que o Congresso dos Estados Unidos assinasse um ato, a Resolução do Golfo de Tonquim, dando autorização legal ao presidente Lyndon Johnson para entrar na guerra. O governo de Hanói fez diversas declarações oficiais de que houve apenas um ataque, e que este foi ocasionado pelo fato de vasos de guerra estrangeiros terem adentrado suas águas territoriais.
O incidente provocou o bombardeio de bases norte-vietnamitas por caças de dois porta-aviões ao largo da costa, destruindo depósitos de combustível e maquinaria para a construção de torpedos, marcando o primeiro ataque aéreo dos Estados Unidos à instalações militares no território norte-vietnamita.
Em 2005, documentos secretos da Agência de Segurança Nacional (NSA) norte-americana vieram a público, apontando o fato de que a presença das torpedeiras norte-vietnamitas nos ataques de 4 de agosto nunca foi realmente confirmada.